# Paweł Albin
Paweł Albin (ur. 4 maja 1976) – polski piłkarz ręczny grający na pozycji rozgrywającego. Rozegrał ponad 50 spotkań w Reprezentacji Polski.
Swoją karierę zawodniczą rozpoczął w barwach Warszawianki Warszawa. Po spadku tego zespołu z ekstraklasy występował w klubach hiszpańskich i skandynawskich. Od sezonu 2010/2011 występował w drużynie Tauron Stali Mielec, w której grał z numerem 3 na koszulce. Zerwał kontrakt z klubem i wraz z początkiem listopada 2011 wystąpił z drużyny, ale niespełna miesiąc później porozumiał się z klubem i powrócił. Wskutek tej nieobecności nie wystąpił w 10 i 11 kolejce PGNiG Superligi i dwóch meczach Pucharu Polski.
W sezonie 2012/2013 Albin będzie występował w barwach pierwszoligowej drużyny KPR Legionowo.

## Sukcesy
- Mistrzostwa Polski:  2012 (Tauron Stal Mielec)[6]
- Awans do PGNiG Superliga: sezon 2012/2013 (KPR Legionowo)

## Bramki
| Sezon     | Liczba bramek             | Klub                |
| --------- | ------------------------- | ------------------- |
| 2010/2011 | 122 bramki                | SPR BRW Stal Mielec |
| 2011/2012 | 34 bramki (do 15 kolejki) | Tauron Stal Mielec  |
| 2012/2013 | ?                         | KPR Legionowo       |